# La guerra del futuro
La guerra del futuro y en inglés Warriors of Future (en chino: 明日戰記), anteriormente conocida como Virtus (en chino: 矛盾戰爭), es una película de acción y ciencia ficción Hongkonés de 2022 dirigida por el artista de efectos visuales Ng Yuen-fai en su debut como director y protagonizada por Louis Koo, Sean Lau y Carina Lau. 
Louis Koo también se desempeña como productor de la película, y la película está financiada y distribuida por su productora One Cool Group Limited.
Después de haber estado en desarrollo durante tres años, la película comenzó a producirse el 12 de febrero de 2017 y originalmente se estrenó en 2019. Después de un largo retraso, la película inauguró el 46.º Festival Internacional de Cine de Hong Kong el 15 de agosto de 2022 y estrenada en cines el 25 de agosto de 2022 en Hong Kong. La película recibió una recepción mixta, con efectos visuales, escenas de acción y actuaciones recibiendo elogios con críticas dirigidas a su trama y guion.

## Argumento
Cuando un meteorito que transporta una planta destructiva sacude el mundo, un escuadrón suicida tiene horas para salvar su ciudad postapocalíptica del colapso total.

## Reparto
- Louis Koo como Tyler (泰來), fuerza principal de la Fuerza Aérea de B-16 que posee habilidades extraordinarias para operar aviones de combate. Su hija murió debido a la contaminación ambiental fuera de control, lo que provocó que él se volviera muy temperamental.
- Sean Lau como Johnson Cheng (鄭重生), comandante de la Fuerza Aérea de B-16 y compañero de armas de Tyler, quien siempre está decidido a no rendirse nunca y cree que los soldados son más confiables que los robots.
- Carina Lau como Tam Bing (譚冰), un coronel enviado al Distrito B-16 para ejecutar el proyecto de alteración genética.
- Philip Keung como Yau Tai-long (游大郎), apodado Skunk (臭鼬), un exmiembro de la Fuerza Aérea de B-16 que fue despedido después de cometer un gran error y se enfrentó a Tyler. Más tarde fue reclutado por Johnson para volver a unirse a la fuerza para participar en el plan para alterar la genética de "Pandora".
- Tse Kwan-ho como el Dr. Chan Chong-Chung (陳蒼松博士), un científico que examina con éxito el mapa genético de "Pandora".
- Janice Wu
- Wan Guopeng como Connor Kwong (光仔), un miembro júnior de la Fuerza Aérea de B-16 y subordinado de Tyler.
- Nick Cheung como Sean Li (李昇), comandante en jefe del Distrito B-16 y la principal fuerza impulsora del Proyecto Skynet. (aparición especial)
- Eddy Ko
- Sakurako Okubo

## Producción

### Desarrollo
La película se anunció por primera vez en mayo de 2015 bajo el título Virtus, y estaba programada para ser protagonizada por Louis Koo y producida por su productora cinematográfica One Cool Film Production, que también trabajará en los efectos visuales de la película, con un presupuesto de 300 millones de dólares de Hong Kong, con Benny Chan como director.Aunque la filmación estaba programada para comenzar a fines de 2015, se lanzó un avance que mostraba a Louis Koo con un traje de robot.

### Rodaje
La producción de la película comenzó oficialmente el 12 de febrero de 2017 en un plató en Shenzhen que, según Koo, tardó dos meses en construirse para el estreno de la película. Koo también reveló que el escenario es para una ciudad que tendrá lugar décadas en el futuro con aire y suministro de agua contaminados. La película fue dirigida por el artista de efectos visuales Ng Yuen-fai, quien trabajó en los efectos especiales de películas como The Warlords, Bodyguards and Assassins y The White Storm. Además de Koo, el elenco también incluye a Sean Lau y Philip Keung junto a los actores recién llegados Kevin Chu, Ng Siu-hin y Tony Wu.
El 11 de marzo de 2017 One Cool Film Production lanzó un teaser de cómo se hizo el largometraje que mostraba su nuevo título, Warriors of Future, y revelaba la preproducción de 36 meses de la película y su nuevo presupuesto de 45 millones de dólares. Según el avance, la producción de la película está programada para completarse en 4 meses, mientras que la postproducción demorará 18 meses.
El 5 de junio de 2017 se anunció que el rodaje de cuatro meses de la película en Shenzhen se completó y se reanudará en Hong Kong en agosto de 2017.
El 19 de marzo de 2018 se lanzó un nuevo avance de la película. Además de los miembros del reparto anunciados anteriormente, el tráiler también presentó nuevos miembros del reparto como Carina Lau, Nick Cheung y Tse Kwan-ho. El mismo día también se informó que la producción de la película aumentó a 56 millones de dólares estadounidenses. 
El 15 de marzo de 2019 One Cool Film Production lanzó un nuevo tráiler de la película.

## Estreno
La película inauguró el 46.º Festival Internacional de Cine de Hong Kong junto con Where the Wind Blows el 15 de agosto de 2022 antes de su estreno en cines el 25 de agosto en Hong Kong en formatos IMAX, 4DX y CFGS. La película se estrenó originalmente en cines en 2019, pero su estreno se retrasó tres años para dar tiempo a la posproducción. El 10 de diciembre de 2021 One Cool Pictures lanzó un clip promocional con el ex TVB Newsel presentador Vince Ng en un clip de noticias simulado que informa que un meteorito se acerca a la Tierra y se proyecta que golpeará Hong Kong a las 8 p. m. en Internet, que muestra un año de lanzamiento programado de 2022.
Netflix transmitirá la película para algunas otras regiones a partir del 2 de diciembre de 2022.

## Recepción

### Taquilla
Warriors of Future ha recaudado un total de US $ 111,2 millones en todo el mundo combinando su taquilla bruta de Hong Kong (US $ 10,4 millones),  y China (US $ 100,73 millones). 
Warriors of Future ha recaudado 310 millones de CNY (356 millones de dólares de Hong Kong, 45 millones de dólares estadounidenses) en China continental hasta el 14 de agosto de 2022 y 6,2 millones de dólares de Hong Kong en las proyecciones previas de Hong Kong entre el 19 y el 21 de agosto de 2022. La película obtuvo una recaudación bruta de tres días. US $ 9,8 millones durante el fin de semana del 26 al 28 de agosto de 2022 y se colocó en el puesto número 7 en la taquilla mundial del fin de semana.  Algunos analistas de taquilla estimaron que la película tendría que generar 1.200 millones de dólares de Hong Kong (153 millones de dólares estadounidenses) en todo el mundo para alcanzar el punto de equilibrio.
En Hong Kong, la película debutó en el n.° 1 en su primer fin de semana con 19 703 177 dólares de Hong Kong (2 511 463 dólares estadounidenses) durante los primeros cuatro días de estreno y un total bruto de 21 784 237 dólares de Hong Kong (2 776 725 dólares) al final de la semana, incluidas las presentaciones preliminares.  También se convirtió en el mayor estreno de una película local en la taquilla de Hong Kong desde el comienzo de la pandemia de COVID-19.  La película se mantuvo en el número 1 en su segundo fin de semana recaudando 22 266 042 dólares de Hong Kong (2 838 138 dólares estadounidenses) y ha recaudado un total de 44 069 479 dólares de Hong Kong (5 617 310 dólares estadounidenses) hasta entonces. La película bajó al n.º 2 en su tercer fin de semana, recaudando HK$9 484 285 (US$1 208 374) y acumulando un total bruto de HK$53 553 764 (US$6 823 179) para ese entonces. Durante su cuarto fin de semana, la película recaudó 6.823.127 dólares de Hong Kong (869.277 dólares estadounidenses) mientras permanecía en el segundo lugar, y para entonces ha recaudado un total de 60.376.891 dólares de Hong Kong (7.692.108 dólares estadounidenses).  La película se mantuvo en el n.° 2 durante su quinto fin de semana con una recaudación bruta de 3 003 071 dólares de Hong Kong (382 586 dólares estadounidenses), y para entonces ha acumulado una recaudación bruta total de 63 379 962 dólares de Hong Kong (8 074 498 dólares estadounidenses). 
En seis semanas desde el estreno de la película, la taquilla acumulada superó los 66,84 millones de dólares de Hong Kong, rompiendo el récord de taquilla de la Segunda Guerra Fría de 66,82 millones, convirtiéndose en la película china número 1 con mayor recaudación en Hong Kong .  Durante su octavo fin de semana, la película permaneció en el segundo puesto con una recaudación de 3.338.619 dólares de Hong Kong (425.307 dólares estadounidenses) y acumuló una recaudación bruta total de 68.856.200 dólares de Hong Kong (8.771.602 dólares estadounidenses) para entonces.  La película siguió ocupando el segundo lugar en su noveno fin de semana con un aumento bruto de 4 495 621 dólares de Hong Kong (572 691 dólares estadounidenses) y ha recaudado un total de 73 351 821 dólares de Hong Kong (9 344 181 dólares estadounidenses) hasta el momento, convirtiéndose en la primera película nacional en recaudar pasar HK$70 millones en Hong Kong. 
La película cayó al n. ° 3 en su décimo fin de semana mientras seguía recaudando 3.115.109 dólares de Hong Kong (396.854 dólares estadounidenses) y había acumulado un total bruto de 76.466.930 dólares de Hong Kong (9.741.630 dólares estadounidenses) para entonces.  En su undécimo fin de semana, la película recaudó HK $ 1 579 312 (US $ 201 222), ocupando el puesto número 4 y ha recaudado un total de HK $ 78 046 242 (US $ 9 943 970) para entonces.  La película se mantuvo en el número 4 en su duodécimo con una recaudación bruta de 1.412.898 dólares de Hong Kong (179.994 dólares estadounidenses), acumulando una recaudación bruta total de 79.475.140 dólares de Hong Kong (10.124.609 dólares estadounidenses) para entonces.  Durante su decimotercer fin de semana, la película recaudó 805.648 dólares hongkoneses (102.808 dólares estadounidenses) en el n.° 5 y acumuló un total de 80.280.788 dólares hongkoneses brutos (10.244.600 dólares estadounidenses), convirtiéndose en la primera película nacional de Hong Kong en superar los 80 millones de dólares hongkoneses. La película se mantuvo en el puesto número 5 en su decimocuarto fin de semana con una recaudación bruta de 754 115 dólares de Hong Kong (96 410 dólares estadounidenses), mientras que para entonces había acumulado una recaudación bruta total de 81 034 903 dólares de Hong Kong (10 360 002 dólares estadounidenses). Durante su decimoquinto fin de semana, la película cayó al n.º 8 con una recaudación de 397 698 dólares de Hong Kong (50 899 dólares estadounidenses) y ha acumulado una recaudación bruta total de 81 432 601 dólares de Hong Kong (10 422 172 dólares estadounidenses) hasta el momento. 

### Respuesta crítica
Edmund Lee, del South China Morning Post, le dio a la película una puntuación de 3/5 estrellas y elogia los efectos visuales de la película como innovadores y un hito en el cine de Hong Kong, al tiempo que señala la falta de ideas frescas en la película.